# Scoparia ganevi
Scoparia ganevi is een vlinder uit de familie grasmotten (Crambidae). De wetenschappelijke naam is voor het eerst geldig gepubliceerd in 1985 door Leraut.
De soort komt voor in Europa.